# Loi du 17 janvier 1989 modifiant la loi du 30 septembre 1986 relative à la liberté de communication
Lire en ligne

Version à jour sur Légifrance

La loi du 17 janvier 1989 modifiant la loi du 30 septembre 1986 relative à la liberté de communication désigne la loi du 17 janvier 1989, dite « Loi Tasca », modifiant la loi relative à la liberté de communication, dite « Loi Léotard ». 
Alors que la loi du 30 septembre 1986 avait prévu la privatisation du secteur audiovisuel, la loi du 17 janvier 1989 vise, d'une part, la réaffirmation du monopole de l'État sur l'espace hertzien et, d'autre part, le renforcement du secteur public de l'audiovisuel sous la tutelle du CSA, qui remplace désormais la CNCL. Le CSA ainsi créé détient le pouvoir de délivrer et retirer les autorisations d'exploitation et d'émission des chaînes. De plus, il veille au respect des obligations décrétées en matière de diffusion de films et d’œuvres audiovisuelles françaises et européennes (quotas de diffusion),. La loi du 17 janvier 1989 est surnommée « loi Tasca » en référence à Catherine Tasca, à l'époque ministre délégué à la Communication auprès Jack Lang, ministre de la Culture et de la Communication.